# 千畳敷駅 (長野県)
千畳敷駅（せんじょうじきえき）は、長野県駒ヶ根市にある中央アルプス観光駒ヶ岳ロープウェイの索道駅。当駅に併設されているホテル千畳敷についても述べる。

## 概要
麓のしらび平駅（標高1661.5 m）から高低差950 mを昇った標高2611.5 mの位置にあるとされているが実際は2640 m台にある。索道を鉄道に含めれば黒部平駅（立山黒部貫光黒部ケーブルカー、1828 m）を上回り、標高日本一の駅となる。なお、駒ヶ岳ロープウェイは、通年運行されている。
2014年（平成26年）12月15日、駒ヶ岳山中で発生した雪崩や雪による倒木で制御用通信線の支柱が倒壊。電源供給が行えなくなり、運行を停止した。雪の影響から復旧工事に着手できず、翌年2015年（平成27年）3月23日に通信線を迂回させる仮設工事を完了させ仮復旧、約3ヶ月ぶりに運行を再開した。

## ホテル千畳敷

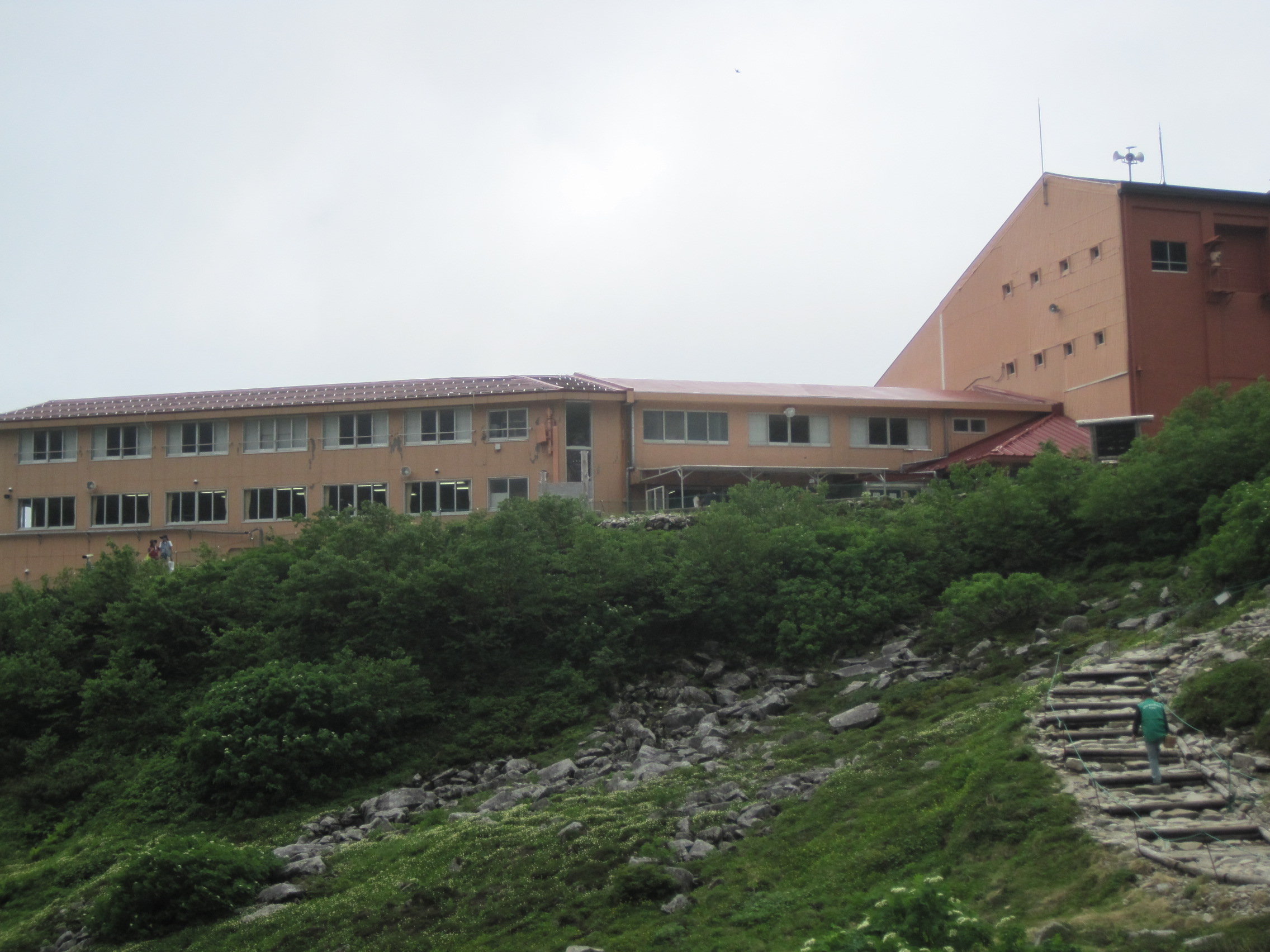
ホテル千畳敷

駅建物に、ホテル千畳敷が併設されている。駅同様、日本一標高の高い場所にあるホテルとなっている。客室は全室和室で、16部屋ある。食堂、風呂などを完備している。

### 概要
- 標高 - 2611.5メートル（実際は2640メートル台）
- 営業開始 - 1989年（平成元年）4月
- 本社 - 中央アルプス観光株式会社
- 住所 - 〒399-4117 長野県駒ヶ根市赤穂1

## 駅周辺

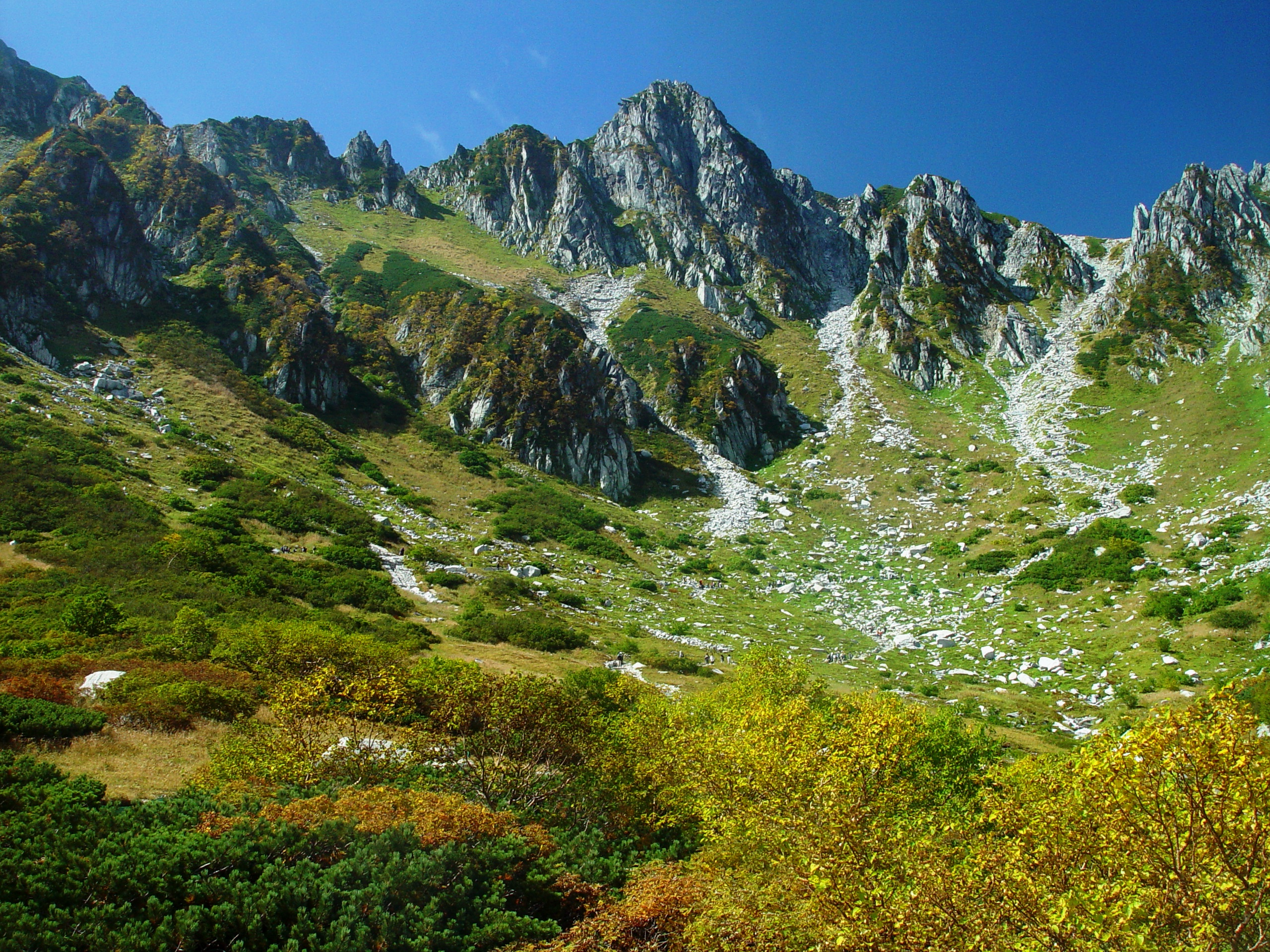
宝剣岳と千畳敷カール（9月）

千畳敷カールと呼ばれる圏谷の中にあり、駅周辺に遊歩道が設置されている。また、以下などの木曽山脈（中央アルプス）各山の登山口となっているが、登山の技術と装備の無い者は事故防止のため遊歩道より外への立入は禁止されている。（天候や季節によっては駅より外には行けない措置も取られている）
- 木曽駒ヶ岳
- 宝剣岳
- 檜尾岳
- 空木岳